# Урош Николић (фудбалер)
Урош Николић (Ниш, 14. децембар 1993) српски је професионални фудбалер. Игра на позицији везног играча, а тренутно наступа за Војводину.